# شهرام کوسه غراوی
شهرام کوسه غراوی، چهره سیاسی و نماینده مردم مینودشت و کلاله و مراوه تپه، در دهمین دوره مجلس شورای اسلامی است.

## نماینده مینودشت در مجلس دهم
در دهمین دوره انتخابات مجلس شورای اسلامی، شهرام کوسه غراوی، در مرحله اول به صورت مستقل قرار داشت
شهرام کوسه غراوی نهایتاً توانست در مرحله دوم انتخابات با کسب ۷۴٬۳۲۹ رای از مجموع ۱۴۲٬۳۲۶ رای ماخوذه صحیح بعنوان نماینده مینودشت در استان گلستان وارد مجلس دهم شود.